# Amadora Este (Metro de Lisboa)
Amadora Este es una estación de la línea Azul del metro de Lisboa, Portugal, situada en el municipio de Amadora. Fue inaugurada el 15 de mayo de 2004 junto con la estación de Alfornelos, en el ámbito de la expansión de esta línea a la zona de la Falagueira, ya fuera de los límites de jurisdicción de la ciudad de Lisboa.
Esta estación se ubica en la Rotunda dos Salgados, en la confluencia de la Estrada dos Salgueiros con la Rua Manuel Ribeiro Paiva y la Rua Elias Garcia. El proyecto arquitectónico es de la autoría del arquitecto Leopoldo de Almeida Rosa y las intervenciones plásticas de la pintora Graça Morais. A semejanza de las estaciones más recientes, está equipada para poder atender a pasajeros con movilidad reducida; varios ascensores facilitan el acceso al andén.

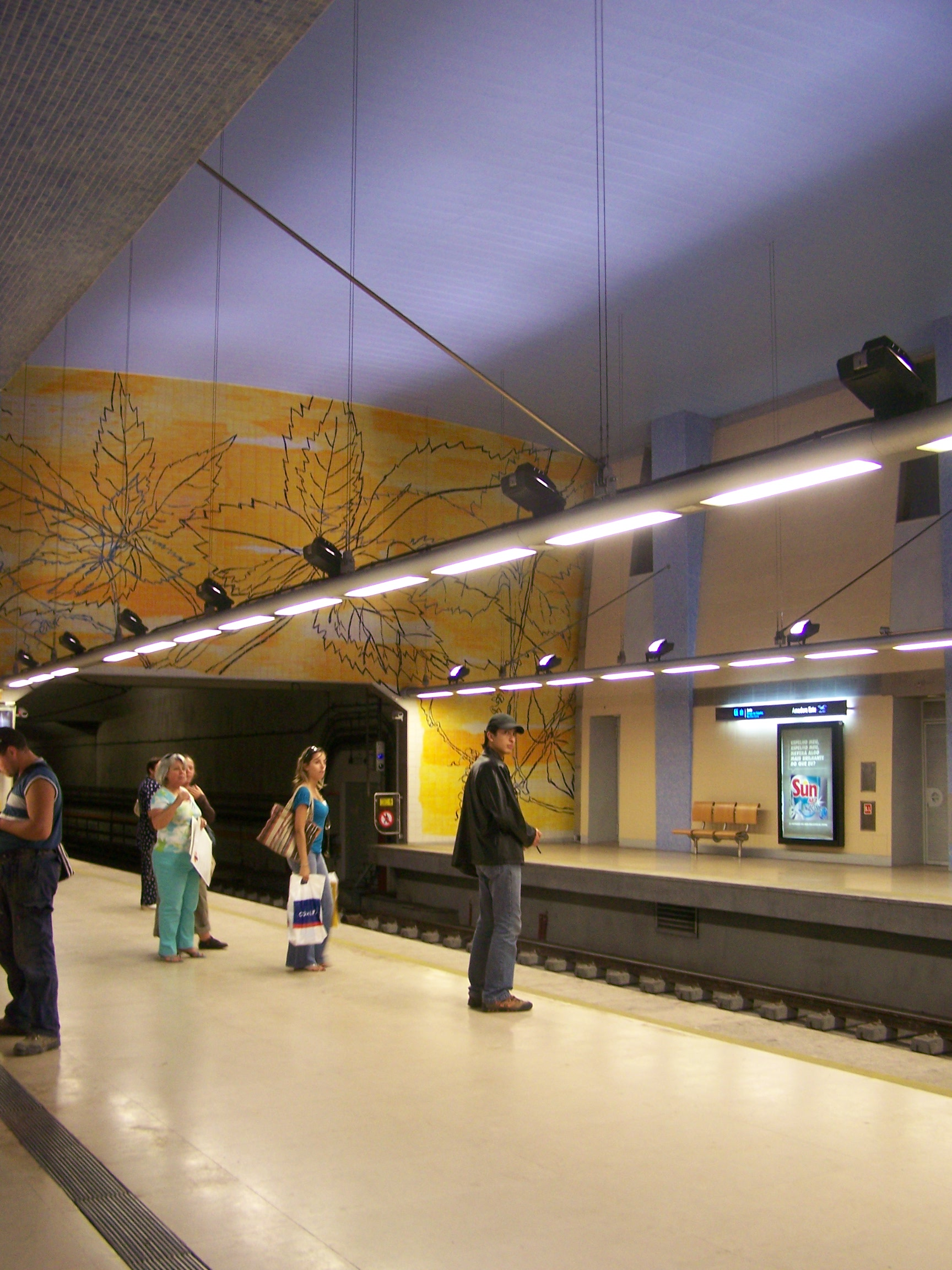
Andén de la estación de Amadora Este

La estación tiene un atrio central a partir del cual salen los tres accesos al exterior, dos al sur y uno al norte. El atrio se sitúa por encima del andén, y está limitado por terrazas. La paredes altas del andén, que son las mismas del atrio central, son de tonos amarillos y azules, representativos de la tierra y del cielo respectivamente; el cromatismo de las paredes y la amplitud del espacio se deben a la tentativa de hacer transmitir a los pasajeros la sensación de un espacio abierto, natural. El pavimento es de gres y hormigón. En cuanto a la intervención de Graça Morais, sobre los paneles de los tímpanos pintados de amarillo están dibujadas enormes hojas de vid que transmiten la idea de memorias ocultas sobre los espacios rurales.

## Tarifas
Circulando en la Línea Azul en el sentido Santa Apolónia - Reboleira, después de la estación Pontinha se entra en la Corona 1. Este paso de zona implica un pago adicional en el acto de la compra del billete (billete 2 Zonas). Lo mismo ocurre en la Línea Amarilla después de la estación Senhor Roubado, en dirección a la estación de Odivelas.